# 塔勒哈伊衝突
塔勒哈伊衝突是1920年3月1日阿拉伯人和犹太人在北加利利的塔勒哈伊爆发的衝突，衝突造成8名犹太人和5名阿拉伯人被杀。猶太人只好放棄塔勒哈伊，同時阿拉伯民兵將其烧毁。